# Newman Institute (Uppsala)
 O Instituto Newman de Estudos Católicos é uma faculdade que oferece cursos de teologia, filosofia e estudos culturais. O Instituto foi inspirado pelo filósofo, escritor e cardeal inglês John Henry Newman (1801–1890) e foi fundado em 2001. Está localizado em Uppsala e é administrado pela Companhia de Jesus; o atual reitor é Philip Geister S.J. Em 2010, o Instituto Newman foi credenciado pela Autoridade Sueca de Ensino Superior.

## Educação
Desde 2008, o Newman Institute oferece um programa de bacharelado de três anos (180 créditos), que combina teologia com filosofia e estudos culturais. Também está disponível um diploma de ensino superior em teologia, que compreende 120 créditos. Os cursos individuais estão disponíveis para os alunos e são oferecidos em uma ampla gama de campos, incluindo teologia, filosofia, literatura, arte, arquitetura eclesiástica, música e cinema.
O corpo docente do Instituto Newman é composto por cerca de 25 professores adjuntos e em período integral. Os cursos são normalmente ministrados em sueco, mas alguns são oferecidos em inglês a cada semestre, e o local principal para palestras é o Newman Building em Uppsala. A cada período, alguns cursos também são oferecidos em Estocolmo, Gotemburgo e Vadstena. Em 2007, o Instituto Newman começou a fornecer o treinamento filosófico e teológico fundamental para os candidatos a sacerdotes católicos da Suécia.
O instituto colabora com muitas outras instituições acadêmicas na Suécia e internacionalmente. Para cada período, vários cursos individuais são oferecidos em conjunto com o Departamento de Teologia da Universidade de Uppsala ou o Departamento de Musicologia. Foram estabelecidos acordos de colaboração com Menighetsfakultetet em Oslo (a maior faculdade de teologia da Noruega), Philosophisch-theologische Hochschule Sankt Georgen em Frankfurt, Università Pontificia Gregoriana em Roma, Boston College nos EUA, entre outros. O instituto estabeleceu parcerias do Programa Erasmus com faculdades teológicas na Inglaterra, Irlanda, Alemanha, Holanda, Noruega, Polônia e Ucrânia.

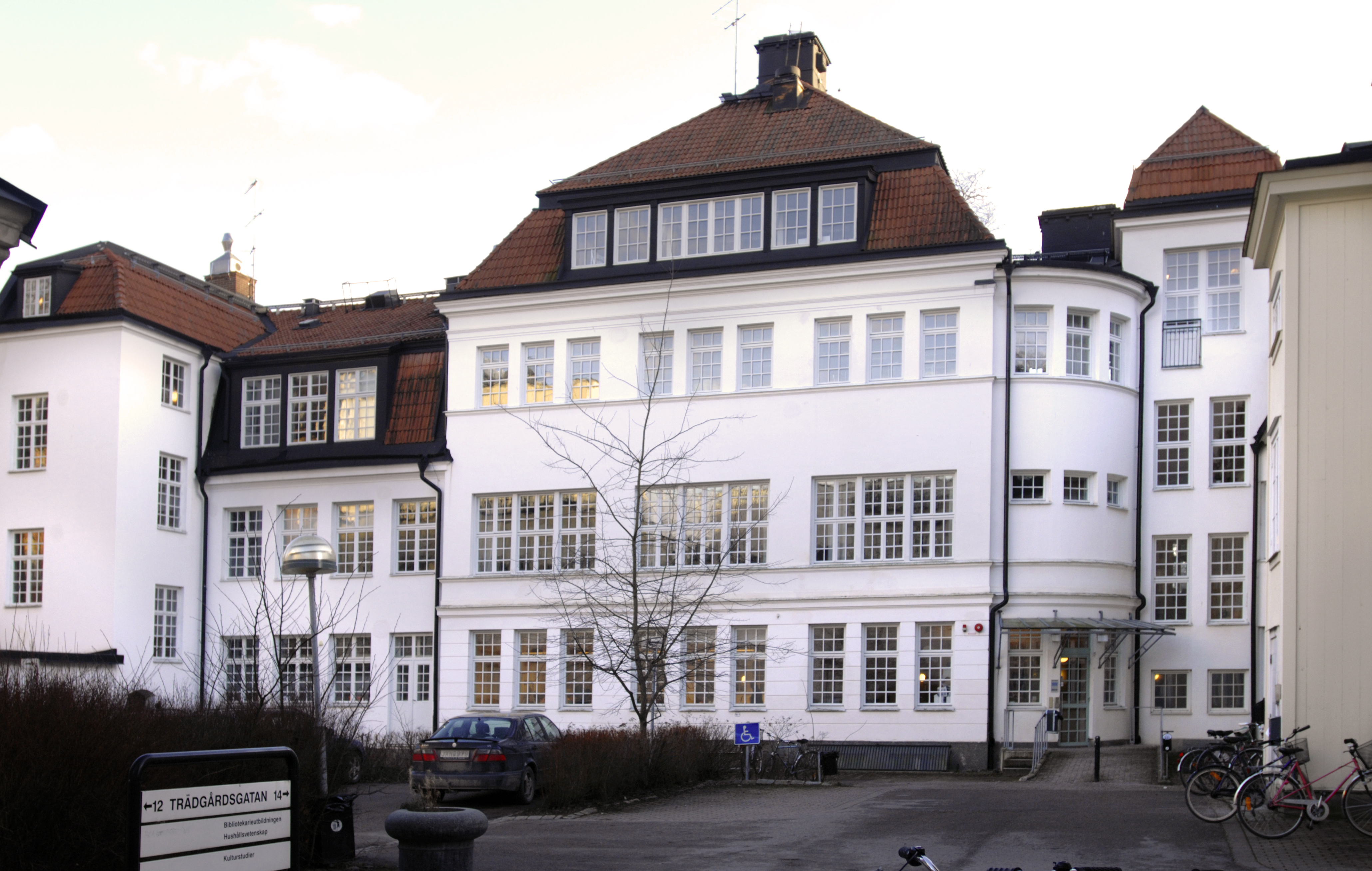
Newman Institute Uppsala

## O edifício Newman
Em 2006, o Instituto Newman adquiriu seu edifício principal, situado no centro de Uppsala, a um quarteirão da igreja paroquial católica e a poucos quarteirões dos principais edifícios da Universidade de Uppsala e da Catedral de Uppsala. O Newman Building foi reformado e contém uma biblioteca com cerca de 5.000 títulos nas áreas de teologia, filosofia e estudos culturais. Em 2009, uma nova ala foi adicionada ao Newman Building para abrigar o Seminário de St. Sigfrid da diocese católica de Estocolmo.

## Signum Magazine
A revista cultural católica Signum, editada pelo Instituto Newman, cobre um amplo espectro de questões relacionadas à fé, cultura, pesquisa e sociedade. A versão impressa do Signum é publicada oito vezes por ano. Além disso, existe um site atualizado ( http://www.signum.se ) contendo um arquivo de artigos que data de 1975 até o presente.

## Tradição intelectual
O Instituto Newman é baseado na tradição intelectual católica e oferece uma abordagem caracteristicamente jesuíta e holística em relação à educação. O objetivo do Instituto é proporcionar aos alunos conhecimentos sólidos, o que amplia seus horizontes intelectuais e faculdades críticas e os incentiva a se desenvolver como seres humanos, com abertura e respeito aos outros.

## John Henry Newman
O trabalho do Instituto Newman é inspirado em John Henry Newman, o convertido inglês do século XIX que se tornou cardeal e era teólogo e filósofo. Newman era uma personalidade clara e franca em discussões públicas. Seu pensamento foi informado pela antiguidade e humanismo, e pela rica tradição da Igreja, começando pelos Padres da Igreja. Ele reconheceu a importância da interação entre história, tradição e modernidade e entre teologia, filosofia e cultura. John Henry Newman foi justamente descrito como uma das primeiras inspirações do Concílio Vaticano II e, portanto, do papel da igreja católica moderna como fator de formação da cultura na sociedade.